# Romualda Gruszczyńska-Olesiewicz
Romualda Gruszczyńska-Olesiewicz (ur. 11 listopada 1928 w Stryju, zm. 16 kwietnia 1996 w Warszawie) – polska koszykarka, siatkarka i piłkarka ręczna, mistrzyni i reprezentantka Polski, uważana za najlepszą polska koszykarkę lat 50., a przy tym medalistka mistrzostw Europy w siatkówce.

## Życiorys
Była wszechstronną zawodniczką przez całą karierę sportową związaną z klubem AZS Warszawa. Początkowo z sukcesami uprawiała zarówno siatkówkę, jak i koszykówkę. W tej pierwszej dyscyplinie wystąpiła 27 razy w reprezentacji Polski (debiut 12 marca 1949 z Czechosłowacją), grając m.in. w akademickich Mistrzostwach Świata (1949 i 1951) i dwukrotnie w mistrzostwach Europy, w których zdobyła kolejno brązowy medal (1949) i wicemistrzostwo (1950), a także mistrzostwo Polski w 1952 i brązowy medal w 1950. Siatkarską karierę reprezentacyjną zakończyła meczem z ZSRR 15 sierpnia 1950 na akademickich mistrzostwach świata.
Ostatecznie poświęciła się grze w koszykówkę. Łącznie w latach 1950–1962 wystąpiła 109 razy w reprezentacji Polski, będąc przez wiele lat kapitanem tej drużyny i zdobywając dla niej 1667 punktów. Trzykrotnie wystąpiła w mistrzostwach Europy (1950 – 6 m., 1956 – 5 m., 1958 – 5 m. i tytuł najskuteczniej zawodniczki turnieju; Z mistrzostw Europy w 1952 wyeliminowała ją kontuzja) i raz w mistrzostwach świata (1959 – 5 m.). Została uznana najlepszą zawodniczką tego ostatniego turnieju. Dziewięciokrotnie sięgała po tytuł mistrzyni Polski (1950, 1953–1956, 1958, 1960–1962), trzykrotnie po tytuł wicemistrzyni (1951, 1957, 1959) i raz po brązowy medal mistrzostw Polski w koszykówce (1952).
Nadal jest rekordzistką mistrzostw Europy w koszykówce. Podczas konfrontacji z kadrą Austrii w 1956 zdobyła 52 punkty.
Grała także w piłkę ręczną 11-osobową, m.in.wystąpiła w pierwszych dwóch meczach polskiej reprezentacji w historii tej dyscypliny (3.07. 1953 i 4.07.1953 kolejno z Rumunią i NRD), a w drugim z tych meczów strzeliła dwie bramki, w tym pierwszą w historii meczów międzypaństwowych kobiecej reprezentacji Polski. Była też mistrzynią Polski w tej konkurencji (1953).
Po zakończeniu kariery sportowej była wykładowcą Akademii Wychowania Fizycznego w Warszawie, a następnie nauczycielka wychowania fizycznego w Szkole Podstawowej nr 162 im.Ignacego Domeyki w Warszawie.
Wyszła za mąż za swojego trenera Zygmunta Olesiewicza z którym miała syna, również trenera Marka Olesiewicza.
Od 1999 rozgrywany jest w Warszawie Memoriał Zygmunta i Romy Olesiewiczów.

## Osiągnięcia

### Koszykówka
Drużynowe
- Mistrzyni Polski (1950, 1953–1956, 1958, 1960–1962)
- Wicemistrzyni Polski (1951, 1957, 1959)
- Brązowa medalistka mistrzostw Polski (1952)
- Finalistka Pucharu Polski (1952)

Reprezentacja
- Uczestniczka mistrzostw:
  - świata (1959 – 5. miejsce)
  - Europy (1950 – 6. miejsce, 1956 – 5. miejsce, 1958 – 5. miejsce)
- MVP mistrzostw świata (1959)
- Liderka Eurobasketu w:
  - średniej zdobytych punktów (1956 – 24,1, 1958 – 15,4)[1][2]
  - liczbie zdobytych punktów (1958 – 123)[3]

### Siatkówka
Drużynowe
- Mistrzyni Polski (1952)
- Brązowa medalistka mistrzostw Polski (1950)

Reprezentacja
- Wicemistrzyni Europy (1950)
- Brązowa medalistka mistrzostw Europy (1949)
- Uczestniczka  akademickich mistrzostwach świata (1949, 1951)

### Piłka ręczna
Drużynowe
- Mistrzyni Polski (1953)